# Pont Antoinette
Le pont Antoinette (dit pont de l'Aiguillou ou pont des Amoureux), construit par l'ingénieur Paul Séjourné, est un pont en maçonnerie du XIXe siècle franchissant l'Agout entre Vielmur-sur-Agout et Sémalens, en France.

## Géographie
Le pont permet à la voie de chemin de fer reliant Montauban à Castres de franchir l'Agout, entre la commune de Sémalens (au lieu-dit l'Aiguillou) et la commune de Vielmur-sur-Agout, dans le Tarn.
Paul Séjourné a baptisé ce viaduc du nom de son épouse Antoinette Lesueur de Pérès, mais il reste localement connu comme le pont de l'Aiguillou, du nom de la ferme voisine.

## Histoire
C’est le troisième ouvrage et le plus élégant de la trilogie du mémoire de Paul Séjourné "Construction des ponts de Castelet, Lavaur et Antoinette". L'expérience acquise par l'ingénieur après la construction du pont du Castelet (1883), du pont Antoinette et du viaduc de Lavaur (1884) est consignée dans cet ouvrage de référence, qui va remettre en question les principes de construction des ponts en maçonnerie routiers et ferroviaires : les voûtes sont construites par rouleaux successifs, de sorte que le premier rouleau serve de cintre aux suivants. Ce mémoire va dès lors constituer la charte technique des constructions voûtées.
Les cintres de charpente peuvent être ainsi conçus beaucoup plus légers : les pièces inutiles sont supprimées, ce qui facilite les calculs, et Séjourné développe les cintres en éventail (ou système à pièces rayonnantes), qui ont pour avantage une économie de bois de l'ordre de 18 à 55 %, et un raccourcissement des délais de construction.
La voûte du pont Antoinette est en arc de cercle, surmontée d'un viaduc à petites arches en plein cintre, selon une disposition déjà en usage — mais d'une réalisation difficile au point de vue architectural — que Paul Séjourné adoptera pour tous ses grands ouvrages à arche unique, créant ainsi le type français du pont de pierre, avec un effet reconnu d'harmonie et d'équilibre. Le pont Antoinette est constitué notamment de pierres de Beaucaire (pierres tendres) et de granite du Sidobre (pierres dures), et recouvert de briques d'Albi qui lui donnent sa couleur particulière.

« Voyez le pont Antoinette ; le regard est prisonnier de l'arc — continu sans joint apparent — comme au pont de la Trinité à Florence, à quelques vestiges romains de la belle époque, à Gignac et au vieux pont de Lavaur »

— Antoine Jouret, Revue Technica, N° 76, mai 1946
Une maquette du pont Antoinette est exposée à Paris dans une vitrine de la station de métro Arts et Métiers, montrant le travail complexe de conception des cintres en bois par Paul Séjourné.

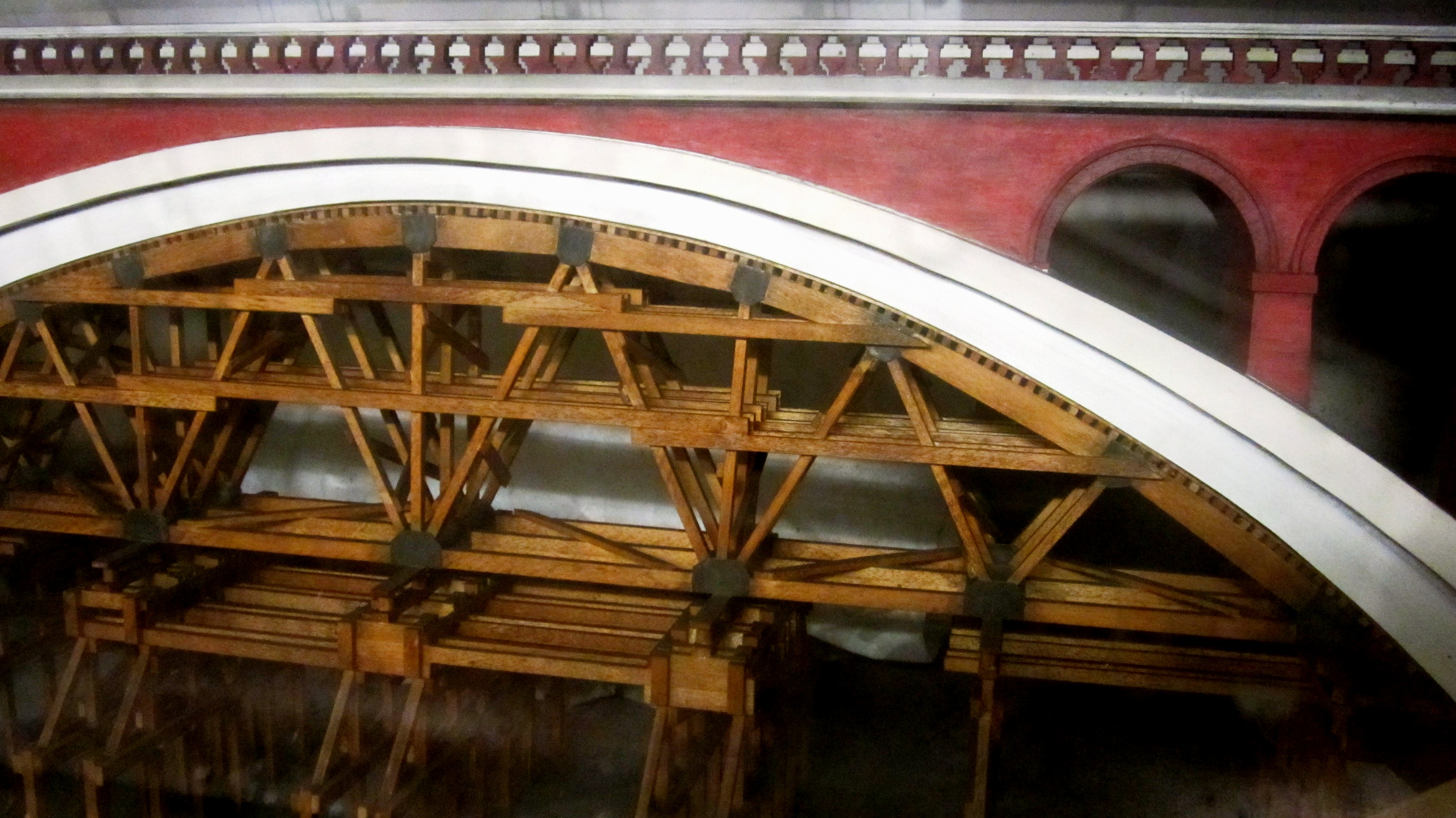
Maquette du pont Antoinette, exposée à Paris à la station de Métro Arts et métiers.